# ベルゲルミル (衛星)
ベルゲルミル (Saturn XXXVIII Bergelmir) は、土星の第38衛星である。逆行軌道で土星を公転する不規則衛星で、北欧群に属する。また、北欧群の他の7つの衛星とサブグループ（下位群）スカジ群を形成している。
デビッド・C・ジューイット、スコット・S・シェパード、ブライアン・マースデン、ジャン・クレイナらの観測チームにより、2004年12月12日～2005年3月9日の間に行われた一連の観測によって発見された。最初に確認されたのは12月12日の観測である。観測にはすばる望遠鏡が用いられた。2005年5月3日に小惑星センターのサーキュラーで他の11個の土星の新衛星の発見と合わせて報告され、S/2004 S 15 という仮符号が与えられた。
2007年4月5日に北欧神話に登場する霜の巨人族の第二の祖となる巨人ベルゲルミルに因んで命名され、Saturn XXXVIII という確定番号が与えられた。
土星からの平均距離は約 19,336,000 kmで、推定直径が約 6 km の小さい天体である。